# Euchaetomera oculata
Euchaetomera oculata är en kräftdjursart som beskrevs av Hansen 1910. Euchaetomera oculata ingår i släktet Euchaetomera och familjen Mysidae. Inga underarter finns listade i Catalogue of Life.